# Dominique Gardères
Dominique Gardères (n. 22 octombrie 1856, Biarritz, Aquitaine, Franța) a fost un Jocheu ce a reprezentat Franța, medaliat olimpic. A participat la o ediție a Jocurilor Olimpice (1900) în care a câștigat o medalie de aur.

## Participări
Lista de mai jos prezintă principalele competiții la care a participat Dominique Gardères de-a lungul carierei.
- equestrian at the 1900 Summer Olympics – high jump[*]